# First Love (漫画)
『First Love』（ファースト・ラブ）は、尾鈴明臣による成人向け漫画。および、それを原作とした成人向けOVA。

## 香澄
ストーリー
ようやく漕ぎ着けたデートをドタキャンされ、レストランの予約キャンセルを惜しんだ兄は、仕方なくニートである妹の香澄を誘うことにした。当日、いざ先にレストランで待っていると、普段のスウェット姿とは見違える香澄がやってきた。
登場人物
兄（仮称）
声 - 近珍平
本編の主人公。会社員。気になる相手がいるが、あまり脈はない模様。
香澄（かすみ）
声 - 相良雛子
本編のヒロイン。引きこもりのニート。普段はスウェットにボサボサ頭という姿だが、本作のヒロインの中で千夏に次ぐ巨乳の持ち主である。異性と交際したことがなく、いまだに処女。

## 千夏
ストーリー
高校2年生に進級した佐原聡は、クラスメイトの青葉千夏と隣席になる。いつも仏頂面を浮かべる千夏に四苦八苦し、そんな関係に慣れてきたある日の放課後。屋上に呼び出された聡は、あろうことか千夏に告白されてしまう。
登場人物
佐原聡（さはら さとし）
声 - 柴田陽平
本編の主人公。糸目と浅黒い肌が特徴。
OVA版では、千夏との初体験シーンが追加されており、他にもラブホテルで性行為に耽る様子が描かれた。
青葉千夏（あおば ちなつ）
声 - 島尾貴子
本編のヒロイン。きつめの顔立ちで非常にグラマー。
青葉千秋（あおば ちあき）
声 - 阿形宏美
千夏の妹。二つ結びが特徴。姉と違って明朗快活な性格。

## 真琴
ストーリー
両親の留守中、同い年の従姉妹・真琴が遊びに来ると知らされる。そして、数年ぶりに顔を合わせた真琴はなんと、見違えるほどの清楚美女に成長していた。
登場人物
宏一（こういち）
声 - 金山丈一郎
本編の主人公。
真琴（まこと）
声 - 花咲光
本編のヒロイン。宏一の同い年の従姉妹。かなりの男勝り性格。香澄や千夏には劣るものの、なかなかの巨乳の持ち主。
幼少時は、猫っ毛のボーイッシュなヘアスタイルだったが、女らしくなったと思わせるため、再会時にロングヘアのウィッグを着用。

## 書誌情報
- 尾鈴明臣 『First Love』 茜新社（TENMA COMICS）、全1巻
  1. 2011年4月28日発売 ISBN 978-48634-9220-2[1]

## OVA
バニラより発売。
- 『First Love 香澄』（2012年3月16日発売） JAN 4571211611140[2]
- 『First Love 千夏』（2012年6月15日発売） JAN 4571211611188[3]
- 『First Love 真琴』（2012年10月19日発売） JAN 4571211611225[4]
- 『First Love The Beat』（2015年8月14日発売）
- 『モザイクリニューアル First Love コンプリート』（2023年12月22日発売）